# Щекины
Щёкины (Щокины) — древний русский дворянский род.
Андрей Иванович Щёкин от царей и великих князей Ивана V и Петра I Алексеевичей за службу и храбрость пожалован поместьем (1683).
Род записан в VI часть родословной книги Тульской губернии.
Есть ещё несколько дворянских родов Щёкиных более позднего происхождения.

## История рода
Щёкин Алексей Григорьевич, дьяк великого князя Ивана III Васильевича  (1503). Дьяк Иван Алексеевич Малой Щёкин направлен в Рязань с грамотами к гонцу к Крымскому хану (1517), сидел за столом вместе с литовским посланником Иваном Боговитиновым на дипломатическом обеде, а потом послан потчевать дипломата на подворье (30 ноября 1529). Подьячий, потом дьяк Русин Протасьевич упоминается в крымских делах (1525-1526; 1530), ямской дьяк в Москве (1536), помещик Маковского стана Коломенского уезда (1577), которое перешло сыну, дьяку Ивану Русиновичу  Щёкин Борис Алексеевич дьяк Ивана Грозного (1548-1563),  В росписи Полоцкого похода записаны Борис и Иван Иванович Щёкины (1563).

## Описание герба
Щит разделён тремя чертами, из них первые две означены от верхних углов к середине, а третья перпендикулярно к подошве щита. В верхней части, в красном поле, изображены три золотые шестиугольные звезды, две вверху и одна внизу, а под ними золотая луна рогами вверх (изм. польский герб Ксежиц). В правом, голубом поле, видна с левой стороны выходящая из облака рука в серебряных латах и с саблей (польский герб Малая Погоня). В левом золотом поле до половины вылетающий чёрный орёл, у него на груди в красном щитке находится воин, скачущий на белом коне, попирающий конём змия.
На щите дворянский коронованный шлем. Нашлемник: три страусовых пера. Намёт на щите голубого и красного цветов, подложенный золотом и серебром. Щитодержатели: единорог и нагой муж, опоясанный листвием, имеющий в руке дубину.

## Известные представители
- Щёкин Алексей Борисович — жилец (1588-1589).
- Щёкин Михаил Андреевич — стряпчий (1696)[4].